# Glossocarya mollis
Glossocarya mollis là một loài thực vật có hoa trong họ Hoa môi. Loài này được Wall. ex Griff. mô tả khoa học đầu tiên năm 1843.